# Чантхабури (провинция)
Чантхабури (тайск. จันทบุรี) — провинция в восточной части Таиланда, в 250 км от Бангкока. Численность населения составляет 482 370 человек (2010). Административный центр — город Чантхабури.
Буквальный перевод названия региона означает «лунный город». Символом провинции является Луна, окружённая ореолом, а в круге Луны изображён кролик. Герб символизирует мир и спокойствие жизни в провинции.

## Географическое положение
Южная часть провинции Чантхабури, которая выходит к Сиамскому заливу, располагается на прибрежных равнинах. Остальная территория довольно гористая, на севере возвышается горный массив Чантхабури. На востоке проходит государственная граница с Камбоджей.
Наряду с соседней провинцией Трат, этот регион является основным местом добычи драгоценных камней, в основном рубинов и сапфиров.

## Климат
Тропический муссонный климат провинции бывает достаточно суровым. В 2009 году здесь выпало 3099 мм осадков, а максимальная температура достигла +35,4°С.

## Административное деление

Административное деление провинции Чантхабури

Общая площадь провинции составляет 6 338,0 км² и административно делится на 10 районов (ампхое):
1. Столичный район Чантхабури́ — Mueang Chanthaburi (เมืองจันทบุรี)
2. Кхлю́нг — Khlung (ขลุง)
3. Тхамаи́ — Tha Mai (ท่าใหม่)
4. Понгнамро́н — Pong Nam Ron (โป่งน้ำร้อน)
5. Макха́м — Makham (มะขาม)
6. Лемси́нг — Laem Sing (แหลมสิงห์)
7. Сойда́у — Soi Dao (สอยดาว)
8. Кэнгхангмэ́у — Kaeng Hang Maeo (แก่งหางแมว)
9. Ная́й-Ам — Na Yai Am (นายายอาม)
10. Кхао́-Кхитчаку́т — Khao Khitchakut (เขาคิชฌกูฏ)